# Parlamento del Regno Unito
Il Parlamento del Regno Unito di Gran Bretagna e Irlanda del Nord è il supremo corpo legislativo nel Regno Unito e nelle Dipendenze britanniche d'oltremare.

## Composizione
Sebbene il Parlamento del Regno Unito consista di tre organi (la Corona, la House of Lords e la House of Commons), esso è bicamerale. La Camera dei Lord ne rappresenta la camera alta, mentre la Camera dei Comuni ne è quella bassa.
La House of Lords e la House of Commons si riuniscono in locali separati del Palazzo di Westminster (noto come Houses of Parliament), a Londra (più precisamente, nel borough di Westminster). Per convenzione costituzionale, tutti i ministri (compreso il Primo ministro) sono membri dei Comuni o dei Lords.

### Camera dei Lord
La Camera dei Lord comprende due tipi diversi di componenti: i Lords Spiritual (i principali vescovi della Chiesa d'Inghilterra) e i Lords Temporal ); è completamente non elettiva.

### Camera dei Comuni
La Camera dei Comuni è la camera bassa del parlamento britannico ed è anche la più importante. I membri sono eletti democraticamente con una legge elettorale principalmente con sistema maggioritario.

## Competenze
Il Parlamento cominciò a svilupparsi dall'antico consiglio che assisteva il Sovrano. In teoria, il potere non risiede nel Parlamento, ma nel "King-in-Parliament".
È spesso stato detto che la King-in-parliament sia un'autorità del tutto sovrana, anche se una tale posizione è discutibile. Nell'era moderna, il potere vero è tenuto dalla democraticamente eletta Camera dei Comuni; il Sovrano agisce soltanto come figura rappresentativa e i poteri della Camera dei Lord sono fortemente limitati.
Il Parlamento Inglese è spesso soprannominato "Padre di tutti i Parlamenti", in quanto i corpi legislativi di molte nazioni – in particolare, quelli degli Stati membri del Commonwealth – sono costruiti sul suo modello. In ogni caso, questa è una citazione errata di una frase di John Bright, che il 18 gennaio 1865 dichiarò che "L'Inghilterra è la madre di tutti i Parlamenti", argomentando a favore dell'espansione del diritto di voto in un Paese che era stato un pioniere nel governo di tipo parlamentare.

## Sovranità parlamentare
L'evoluzione delle immunità parlamentari ha prodotto il dogma della "sovranità" del parlamento del Regno Unito: per esso, spetta a ciascuna Camera accertare e sanzionare, da sé medesima, «qualsiasi atto od omissione che si traduca nell'oltraggio al Parlamento», ovvero «qualsiasi atto od omissione che ostruisca o impedisca a una delle Houses of Parliament di esercitare le sue funzioni, o che ostruisca o impedisca a qualsiasi membro o funzionario delle Houses l'adempimento dei propri doveri o che tenda, direttamente o indirettamente, a produrre tali risultati».
L'evoluzione è stata l'istituto della mozione di sfiducia nei confronti del primo ministro, nella forma di governo parlamentare: poiché il contempt of the House scatta per coloro che violano le immunità o i privilegi della Camera, ostacolandone i lavori o disattendendone le deliberazioni, il fatto è all'origine stessa della convenzione secondo cui «il Primo ministro è un deputato della House of Commons»; lo stesso principio impediva che l'Attorney General seguisse l'accusa nei processi per impeachment, quando fosse componente della Camera dei Lord.
I parlamentari accusati di oltraggio alla rispettiva Camera del Parlamento possono infatti essere sospesi o espulsi; per gli estranei (coloro che non sono membri della Camera i cui lavori sono tutelati dalla prerogativa) la materia è giudicata assai più dubbia, tant'è vero che già a metà del Novecento era considerata desueta la possibilità che potessero essere sanzionati, se sfidavano un ordine della Camera.
Il passaggio dalla monarchia costituzionale alla monarchia parlamentare ebbe luogo proprio esercitando (o minacciando di esercitare) questo potere nei confronti dei ministri della Corona, quando non adempivano a indirizzi politici dettati dalla Camera elettiva: «il collegamento tra il Gabinetto e il Parlamento si definì già intorno al XVIII secolo quando la Camera dei Comuni riuscì ad affermare la regola per cui i ministri del re, nella guida del settore amministrativo di loro competenza, erano tenuti a osservare le decisioni dell’Assemblea e dunque quando alla responsabilità dei ministri verso il monarca si aggiunse quella verso i Comuni. La responsabilità individuale dei ministri precedette quella collegiale, e si affermò come espressione dell’acquisita indipendenza dei componenti del Gabinetto dal Sovrano, i quali da lì innanzi avrebbero dovuto riscuotere non più solo la fiducia del Re ma anche quella del Parlamento».
Una reviviscenza dell'antico potere sanzionatorio, utilizzato a scopi politici, si è avuta il 4 dicembre 2018, quando componenti del governo del Regno Unito sono stati dichiarati inosservanti a un ordine del Parlamento su una mozione approvata dai deputati con 311 voti a favore e 293 contrari. Il voto è stato innescato dal fatto che il governo non aveva presentato al Parlamento il testo integrale del parere legale sull'accordo di ritiro - proposto sulle condizioni della partenza del Regno Unito dall'Unione europea - dopo che vi era stato dichiarato obbligato da una mozione approvata all'unanimità dalla Camera dei Comuni il 13 novembre 2018. Il governo ha poi accettato di pubblicare la consulenza legale completa per la Brexit, che è stata consegnata al Primo Ministro dal Procuratore generale durante i negoziati con l'Unione europea.

## Storia della confluenza dei precedenti parlamenti
Nel periodo medievale vi furono tre regni nelle isole britanniche: Inghilterra, Scozia e Irlanda, che svilupparono tre diversi parlamenti che in realtà caddero pochi anni più tardi. L'Act of Union del 1707 unì Inghilterra e Scozia nel Parlamento Britannico, e l'Atto d'unione del 1800 incluse l'Irlanda nel Regno Unito.

### Parlamento inglese
Il parlamento inglese trae le sue origini da quello anglosassone, il Witenagemot. Nel 1066 Guglielmo di Normandia portò con sé un sistema feudale dove si avvalse del consiglio di signori feudali e baroni oltre che di ecclesiastici prima di ratificare leggi. Nel 1215 i baroni fecero sottoscrivere da Giovanni Senzaterra la Magna Carta, la quale stabilì che il re non aveva il diritto di esigere tasse (eccetto quelle feudali), senza la concessione del consiglio regale, che lentamente si trasformò in un Parlamento. Nel 1265, Simone di Montfort sesto conte di Leicester convocò il primo Parlamento, previsto dalle Disposizioni di Oxford. Il diritto di voto nelle elezioni parlamentari per i paesi costituenti fu uniforme ed esteso a tutti coloro che possedevano terra per una rendita di 40 scellini. 
Nei comuni il diritto di voto variava a seconda del paese; ogni singolo municipio adottava un'organizzazione differente. Ciò preparò il terreno per il cosiddetto "Model Parliament" del 1295 adottato da Edoardo I. A partire dal regno di Edoardo III, il Parlamento fu diviso in due camere separate: una che include la nobiltà e l'alto clero, e la seconda che include i cavalieri e i cittadini; nessuna legge poteva essere fatta né alcuna tassa imposta senza il consenso delle due camere così come senza quello del sovrano. Con le Laws in Wales Acts (1535-1542) il Galles fu annesso all'Inghilterra, e rappresentanti gallesi entrarono a far parte del parlamento.
Quando nel 1603 Elisabetta I fu seguita al trono dal re scozzese Giacomo VI, che prese il nome di Giacomo I d'Inghilterra, entrambi i paesi passarono sotto il suo diretto comando, mantenendo però ognuno il proprio parlamento. Il successore di Giacomo I, Carlo I, si scontrò con il parlamento e, dopo che ebbe provocato le Guerre dei tre regni, la frattura tra il re e il parlamento sfociò nella guerra civile inglese. Carlo fu giustiziato nel 1649 e Oliver Cromwell prese il comando, eliminando la camera dei Lord, mentre la camera dei comuni rimase sotto il controllo di Cromwell. Dopo la morte di Cromwell la Restaurazione inglese del 1660 ripristinò la monarchia e la camera dei Lord.
Nella paura di una successione che portasse alla restaurazione del cattolicesimo, la Gloriosa Rivoluzione del 1688 depose Giacomo II in favore del regno unitario di Maria II e Guglielmo III, i quali erano favorevoli al Bill of Rights e introdussero una monarchia costituzionale, nella cui genesi risulta chiara la superiorità del Parlamento: per la terza volta, un parlamento non convocato dal Re fu necessario per determinare la successione.

### Parlamento scozzese
Fin dal tempo di Cináed I di Scozia, (conosciuto come Kenneth I di Scozia), il regno scozzese di Alba era governato da capi locali e piccoli Re sotto la guida di un "grande Re"; tutti i funzionari erano nominati attraverso elezioni assembleali svolte con il sistema detto tanistry che combinava l'elemento ereditario con il consenso del sudditi. In seguito Macbeth fu spodestato da Malcolm III, nel 1057 il sistema feudale della primogenitura fu introdotto in Scozia che passò, nel 1066, sotto l'influenza normanna.
Nel Medioevo inglese il Consiglio del Re, dei Vescovi e dei Pari del regno si evolse nella forma del parlamento, diventando il "colloquium" del 1235 il quale aveva autorità politica e giuridica. Dal 1326 il potere sulle tasse, e una grossa influenza su giustizia, politica straniera, guerra e legislazioni erano gestiti dall'alto clero, dai maggiori latifondisti e dai rappresentanti dei comuni, riuniti in una sola camera. I tre consigli scelsero una commissione chiamata Lords of the Articles per stendere la legislazione che fu presentata all'assemblea al completo per l'approvazione.
Sotto la spinta della Riforma protestante e della Chiesa di Scozia, il clero cattolico fu escluso dal 1567, e in seguito i vescovi protestanti furono esclusi dal Parlamento del 1638, divenuto un'assemblea interamente legislativa. Durante il regno di Giacomo VI, il Lords of the Articles subì maggiormente l'influenza della corona.  Durante la Guerra dei tre regni nel periodo dei covenanti (1638-1651) il parlamento Scozzese prese controllo dell'esecutivo, togliendo abilmente la sovranità al re Charles I. Dopo che la Scozia fu invasa da Oliver Cromwell, il suo Commonwealth (una tipologia particolare di governo) nel 1657 impose una unione parlamentare anglo-scozzese.
Il Parlamento Scozzese tornò con la Restaurazione, che pose sul trono Charles II, nel 1660.

### Parlamento britannico
Nel 1707, in seguito alla ratifica da parte del Parlamento d'Inghilterra e del Parlamento di Scozia dell'Atto di Unione col quale venne formato il Regno di Gran Bretagna, fu costituito il Parlamento della Gran Bretagna. Nel 1800 questo parlamento e quello di Irlanda furono riuniti nel nuovo Parlamento del Regno Unito.